# Virginia Gardens
Virginia Gardens – wieś w Stanach Zjednoczonych, w stanie Floryda, w hrabstwie Miami-Dade.